# Kyphosus
Chi cá dầm (Danh pháp khoa học: Kyphosus) là một chi cá biển bản địa trong họ Kyphosidae thuộc bộ cá vược phân bố ở vùng Đại Tây Dương, Ấn Độ Dương và Thái Bình Dương Một số loài trong chi này như cá dầm Kyphosus vaigiensis có giá trị kinh tế.

## Các loài
Hiện hành có 16 loài được ghi nhận trong chi này:
- Kyphosus analogus (T. N. Gill, 1862) (Blue-bronze sea chub)
- Kyphosus atlanticus K. Sakai & Nakabo, 2014 (Caribbean sea chub) [2]
- Kyphosus azureus (O. P. Jenkins & Evermann, 1889) (Zebra-perch sea chub)
- Kyphosus bigibbus Lacépède, 1801 (Brown chub)
- Kyphosus bosquii (Lacépède, 1802) (Bermuda sea chub) [2]
- Kyphosus cinerascens (Forsskål, 1775) (Blue sea chub)
- Kyphosus cornelii (Whitley, 1944) (Western buffalo bream)
- Kyphosus elegans (W. K. H. Peters, 1869) (Cortez sea chub)
- Kyphosus gladius Knudsen & Clements, 2013 (Gladius sea chub)
- Kyphosus hawaiiensis K. Sakai & Nakabo, 2004 (Hawaiian chub)
- Kyphosus incisor (G. Cuvier, 1831) (Yellow sea chub)
- Kyphosus ocyurus (D. S. Jordan & C. H. Gilbert, 1882) (Blue-striped chub)
- Kyphosus pacificus K. Sakai & Nakabo, 2004 (Pacific chub)
- Kyphosus sectatrix (Linnaeus, 1766)
- Kyphosus sydneyanus (Günther, 1886) (Silver drummer)
- Kyphosus vaigiensis (Quoy & Gaimard, 1825) (Cá dầm)